# Posta (Feröer)

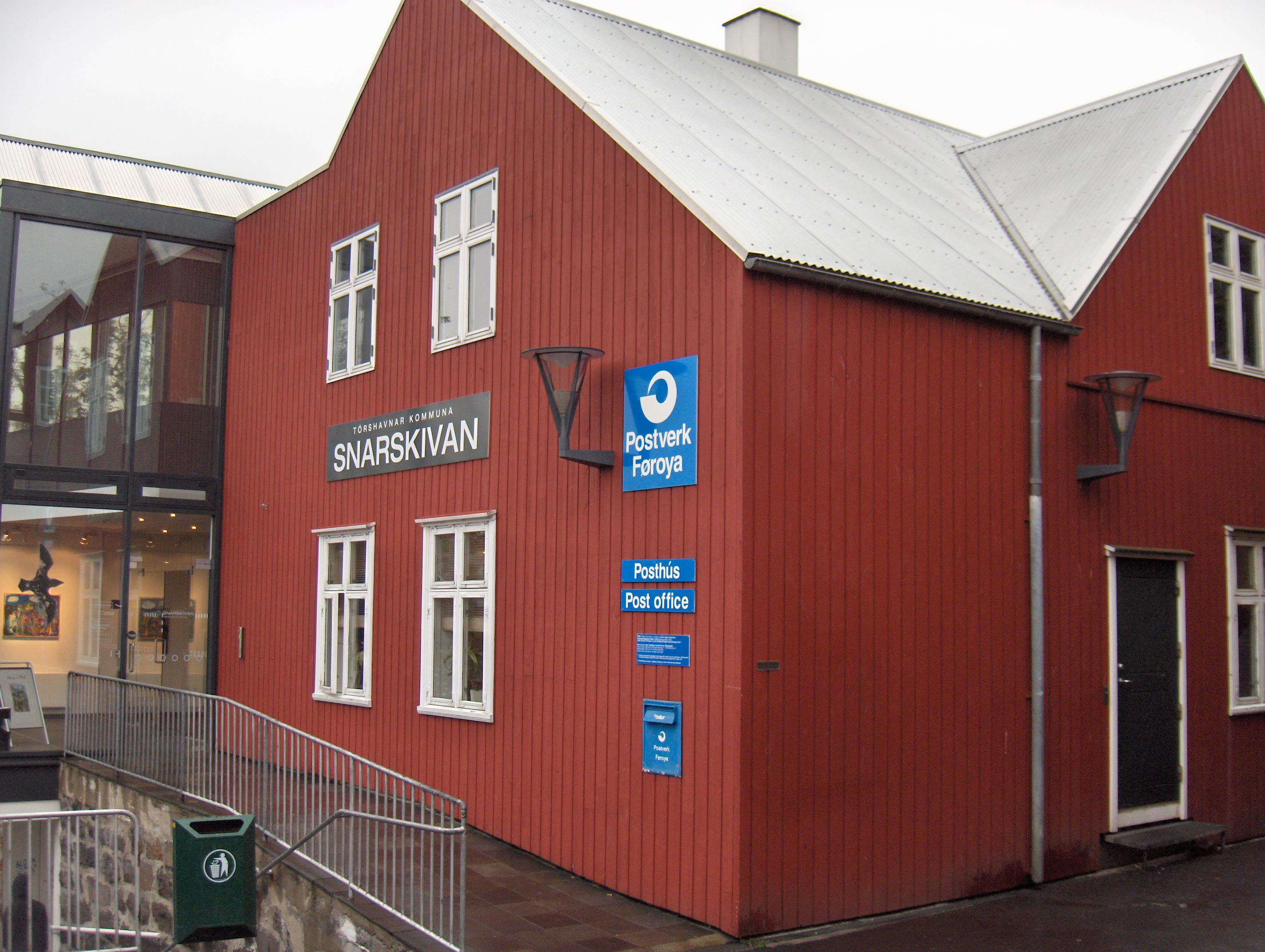
A tórshavni postahivatal

A Posta (korábbi nevén Postverk Føroya) a feröeri postai szolgáltató. 1976. április 1-jén alapították. 2005. december 16-án állami tulajdonú részvénytársasággá alakult P/F Postverk Føroya néven, 2005. január 1-jéig visszamenőleges hatállyal.
A társaság 245 alkalmazottat foglalkoztat, a létszám 215 teljes állású foglalkoztatottnak felel meg. Az ország 17 694 háztartását és több mint 48 000 lakóját 29 postahivatal és 58 jármű segítségével szolgálják ki.
A postának 2010 végéig kötelezően fenn kell tartania 21 postahivatalt normál nyitvatartással.

## Történelem
Az első feröeri postahivatal 1870. március 1-jén nyílt meg Tórshavnban. 1884. március 1-jén követte a második Tvøroyriben, majd 1888. május 1-jén nyílt meg a harmadik Klaksvíkban.
A 19. században csak ez a három posta működött. A századforduló után a fejlődés felgyorsult: 1903-ban például hét postahivatalt nyitottak. A következő 25 évben Feröer csaknem összes településén nyílt posta. A csúcsév 1918-volt, amikor 15 új postát adtak át. Az 1960-as évek második felétől kezdve azonban számos postahivatalra került lakat, és ez a tendencia napjainkban is folytatódik. Feladataikat ezeken a településeken ügynökök veszik át, a hatékonyság javításának jegyében.
A feröeri postai szolgáltatások egészen 1976. április 1-jéig a dán posta irányítása alá tartoztak. 1974-1975-ben a dán posta elkezdte a feröeri bélyegek kibocsátását: az első bélyegek 1975. január 30-án jelentek meg a piacon. Ettől a naptól kezdve máig világszerte jelentős az érdeklődés a feröeri bélyegek iránt. A postabélyegek többször is Feröer második legfontosabb exporttermékei voltak.
Az 1974-es Løgting-választások után a feröeri kormány úgy döntött, hogy a postai szolgáltatást át kell venni Dániától. A dán kormánnyal folytatott tárgyalások után 1976. április 1-jén alakulhatott meg a Postverk Føroya.